# Melangyna remota
Melangyna remota är en tvåvingeart som först beskrevs av Enrico Adelelmo Brunetti 1923.  Melangyna remota ingår i släktet flickblomflugor, och familjen blomflugor. Inga underarter finns listade i Catalogue of Life.